# Nunnally Johnson
Nunnally Hunter Johnson (Columbus, 5 december 1897 – Hollywood, 25 maart 1977) was een Amerikaans auteur, scenarioschrijver en filmproducent.

## Levensloop
Nunnally Johnson was aanvankelijk werkzaam als verslaggever voor de krant New York Post, voordat hij in de jaren 30 naar Hollywood verhuisde. Daar werd hij met scenario's voor films als Jesse James (1939), The Grapes of Wrath (1940) en How to Marry a Millionaire (1953) al spoedig een van de belangrijkste scenarioschrijvers van zijn tijd. Hij werkte samen met bekende regisseurs als John Ford, Fritz Lang, Robert Siodmak, Howard Hawks en George Cukor. Bij veel films was hij ook betrokken als producent. Voor zijn scenario voor The Grapes of Wrath werd hij in 1941 voor de eerste keer voor een Oscar genomineerd. Zijn tweede nominatie ontving hij in 1944 voor de prent Holy Matrimony.

## Filmografie (selectie)
- 1934: The House of Rothschild
- 1935: The Prisoner of Shark Island
- 1939: Jesse James
- 1939: Rose of Washington Square
- 1940: The Grapes of Wrath
- 1940: Chad Hanna
- 1941: Tobacco Road
- 1942: Roxie Hart
- 1942: Moontide
- 1942: The Pied Piper
- 1943: Holy Matrimony
- 1944: Casanova Brown
- 1944: The Keys of the Kingdom
- 1944: The Woman in the Window
- 1945: The Southerner
- 1946: The Dark Mirror
- 1950: Three Came Home
- 1950: The Gunfighter
- 1950: The Mudlark
- 1951: The Desert Fox: The Story of Rommel
- 1952: O. Henry's Full House
- 1952: We're Not Married!
- 1952: Phone Call from a Stranger
- 1953: How to Marry a Millionaire
- 1955: How to Be Very, Very Popular
- 1956: The Man in the Gray Flannel Suit
- 1957: Oh, Men! Oh, Women!
- 1960: Flaming Star
- 1965: The World of Henry Orient
- 1967: The Dirty Dozen